# Pleurobasidium telae
Pleurobasidium telae är en svampart som beskrevs av G. Arnaud 1951. Pleurobasidium telae ingår i släktet Pleurobasidium och familjen Thelephoraceae.   Inga underarter finns listade i Catalogue of Life.